# Kabinett Roman III

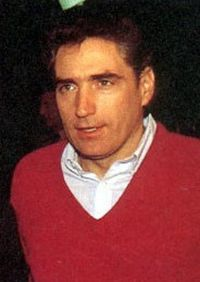
Petre Roman war zwischen 1989 und 1991 Ministerpräsident Rumäniens.

Das Kabinett Roman III wurde in Rumänien am 30. April 1991 von Ministerpräsident Petre Roman gebildet. Dem Kabinett gehörten ausschließlich Mitglieder des Front zur Nationalen Rettung FSN (Frontului Salvării Naționale) an. Es löste das Kabinett Roman II ab und blieb bis zum 16. Oktober 1991 im Amt.
Am 24. Juni 1991 nach das Parlament die Besetzung Bessarabiens und der Nordbukowina aufgrund des geheimen Zusatzprotokolls zum Deutsch-sowjetischen Nichtangriffspakt vom 23. August 1939 durch die Sowjetunion im Juni 1941 einen brutalen Akt. Zugleich erkannte Rumänien die Republik Moldau völkerrechtlich an. Am 26. September 1991 trat Ministerpräsident Roman zurück, nachdem die Bergarbeiter für bessere Lebensbedingungen demonstrierten. Er kritisierte das Verhalten von Präsident Ion Iliescu während des Bergarbeiterstreiks, der am 23. September begann und bei dem Iliescu  die Bildung einer „Regierung der nationalen Offenheit“ (Guvern de deschidere naţională) ankündigte. Am 1. Oktober 1991 wurde der ehemalige Finanzminister Theodor Stolojan bereits formell zum Ministerpräsidenten ernannt und stellte am 16. Oktober 1991 das Kabinett Stolojan vor.

## Kabinettsmitglieder
| Amt                                                                                | Amtsinhaber                         | Beginn der Amtszeit              | Ende der Amtszeit                  |
| ---------------------------------------------------------------------------------- | ----------------------------------- | -------------------------------- | ---------------------------------- |
| Ministerpräsident                                                                  | Petre Roman Theodor Stolojan        | 30. April 1991 (1. Oktober 1991) | (1. Oktober 1991) 16. Oktober 1991 |
| Staatsminister, Minister für Wirtschaft und Finanzen                               | Eugen Dijmărescu                    | 30. April 1991                   | 16. Oktober 1991                   |
| Staatsminister für Lebensqualität und Sozialschutz                                 | Dan Mircea Popescu                  | 30. April 1991                   | 16. Oktober 1991                   |
| Minister ohne Geschäftsbereich                                                     | Ion Aurel Stoica                    | 30. April 1991                   | 16. Oktober 1991                   |
| Innenminister                                                                      | Doru Viorel Ursu                    | 30. April 1991                   | 16. Oktober 1991                   |
| Außenminister                                                                      | Adrian Năstase                      | 30. April 1991                   | 16. Oktober 1991                   |
| Justizminister                                                                     | Victor Babiuc                       | 30. April 1991                   | 16. Oktober 1991                   |
| Kulturminister                                                                     | Andrei Pleșu                        | 30. April 1991                   | 16. Oktober 1991                   |
| Minister für Bildung und Wissenschaft                                              | Gheorghe M. Ștefan                  | 30. April 1991                   | 16. Oktober 1991                   |
| Minister für nationale Verteidigung                                                | Generalmajor Niculae Spiroiu        | 30. April 1991                   | 16. Oktober 1991                   |
| Industrieminister                                                                  | General Victor-Atanasie Stănculescu | 30. April 1991                   | 16. Oktober 1991                   |
| Minister für Landwirtschaft und Lebensmittelindustrie                              | Ioan Țipu                           | 30. April 1991                   | † 3. Juni 1991                     |
| Minister für Kommunikation                                                         | Andrei Chirică                      | 30. April 1991                   | 16. Oktober 1991                   |
| Minister für Handel und Tourismus                                                  | Constantin Fota                     | 30. April 1991                   | 16. Oktober 1991                   |
| Verkehrsminister                                                                   | Traian Băsescu                      | 30. April 1991                   | 16. Oktober 1991                   |
| Umweltminister                                                                     | Valeriu Eugen Pop                   | 30. April 1991                   | 16. Oktober 1991                   |
| Gesundheitsminister                                                                | Bogdan Marinescu                    | 30. April 1991                   | 16. Oktober 1991                   |
| Minister für Arbeit und Sozialschutz                                               | Mihnea Marmeliuc                    | 30. April 1991                   | 16. Oktober 1991                   |
| Minister für Jugend und Sport                                                      | Bogdan Niculescu-Duvăz              | 30. April 1991                   | 16. Oktober 1991                   |
| Beigeordneter Minister für den Haushalt im Ministerium für Wirtschaft und Finanzen | Florian Bercea                      | 30. April 1991                   | 16. Oktober 1991                   |
| Staatssekretär für Privatisierung im Ministerium für Landwirtschaft und Ernährung  | Valeriu Pescariu                    | 30. April 1991                   | 16. Oktober 1991                   |